# Scotoplanes
Scotoplanes is een geslacht van zeekomkommers uit de familie Elpidiidae.

## Soorten
- Scotoplanes clarki Hansen, 1975
- Scotoplanes globosa (Théel, 1879)
- Scotoplanes hanseni Gebruk, 1983
- Scotoplanes kurilensis Gebruk, 1983
- Scotoplanes theeli Ohshima, 1915